# Bülent Keneş
Bülent Keneş, född 1969, är en turkisk journalist. Han har varit chefredaktör för Today's Zaman och redaktör för Bugun.

## Bakgrund
I oktober 2015 greps han för att ha förolämpat Turkiets president Recep Tayyip Erdoğan. Han hade tidigare dömts till 21 månaders fängelse för Twitter-meddelanden om presidenten. Han är den andra redaktören för tidningen som arresterats efter att Ekrem Dumanlı togs i förvar i tre dagar i december 2014. Senare samma månad beslutade en domstol i Istanbul att Keneş inte hade begått något brott och krävde hans omedelbara frigivning från Silivri-fängelset där han hade suttit fängslad i nästan en vecka. Domstolen beslutade att Bülent Keneş Twitter-meddelande inte utgör ett brott och att hans gripande strider mot artikel 10 i Europeiska konventionen om skydd för de mänskliga rättigheterna.
Den 27 juli 2016 arresterades han återigen tillsammans med 46 andra tidigare anställda på dagstidningen efter militärkuppförsöket i Turkiet 2016 under förevändning att Keneş och hans tidigare kollegor hade haft kunskap om Gülen-nätverket.
Sedan 2016 bor han i Sverige. I samband med Sveriges natoansökan 2022 begärde Turkiet honom utlämnad.